# Olof Palme-prijs
De Olof Palme-prijs is een jaarlijkse prijs toegekend voor een buitengewone prestatie in de geest van het werk van Olof Palme. De prijs bestaat uit een diploma en 75.000 Amerikaanse dollar.

## Winnaars van de Olof Palme-prijs
- 1987 Cyril Ramaphosa
- 1988 De Vredesoperatie van de VN onder leiding van Javier Pérez de Cuéllar
- 1989 Václav Havel
- 1990 Harlem Désir en SOS Racisme
- 1991 Amnesty International
- 1992 Arzu Abdullayeva en Anahit Bayandour
- 1993 Students for Sarayevo
- 1994 Wei Jingsheng
- 1995 Fatah Youth, Israëlische Arbeidspartij en Peace Now
- 1996 Casa Alianza onder leiding van Bruce Harris
- 1997 Salima Ghezali
- 1998 Onafhankelijke media in Joegoslavië vertegenwoordigd door Veran Matić (Servië), Senad Pećanin (Bosnië en Herzegovina) en Viktor Ivančić (Kroatië).
- 1999 Zweedse anti-racisten: Kurdo Baksi, Björn Fries en de hoofdgroep in Klippan, vertegenwoordigers van het populair verzet tegen groeiend racisme en xenofobie in het land.
- 2000 Bryan Stevenson
- 2001 Fazle Hasan Abed
- 2002 Hanan Ashrawi
- 2003 Hans Blix
- 2004 Ludmila Alekseyeva, Sergej Adamovitsj Kovaljov en Anna Politkovskaja
- 2005 Aung San Suu Kyi
- 2006 Kofi Annan, Mossaad Mohamed Ali
- 2007 Parvin Ardalan
- 2008 Denis Mukwege
- 2009 Carsten Jensen
- 2010 Eyad al-Sarraj
- 2011 Lydia Cacho en Roberto Saviano
- 2012 Radhia Nasraoui en Waleed Sami Abu AlKhair
- 2013 Rosa Taikon
- 2014 Xu Youyu
- 2015 Gideon Levy, Mitri Raheb
- 2016 Spyridon Galinos, Giusi Nicolini
- 2017 Hédi Fried, Emerich Roth
- 2018 Daniel Ellsberg
- 2019 John le Carré